# Aleksandar Luković
Aleksandar Luković (ur. 23 października 1982 w Kraljevie) – serbski piłkarz występujący na pozycji lewego lub środkowego obrońcy.

## Kariera klubowa
Aleksandar Luković zawodową karierę rozpoczął w 1998 w Slodze Kraljevo. Następnie był zawodnikiem klubu Borac Čačak, w 2000 trafił do Red Star Belgrad i w 2001 oraz 2006 sięgnął z nim po tytuł mistrza kraju. W rundzie wiosennej sezonu 2001/2002 Luković był wypożyczony do swojego pierwszego klubu w karierze – Slogi Kraljevo, natomiast podczas rozgrywek 2003/2004 reprezentował barwy Jedinstvo Paraćin.
Latem 2006 Luković wyjechał do Włoch, gdzie na zasadzie wypożyczenia zasilił Ascoli. W jego barwach 10 września podczas przegranego 1:3 meczu z Atalantą BC zadebiutował w rozgrywkach Serie A. W styczniu 2007 serbski obrońca przeniósł się do Udinese Calcio, w którym po raz pierwszy wystąpił 27 stycznia w wygranym 3:2 wyjazdowym pojedynku ligowym z Torino FC.
Po zakończeniu sezonu 2006/2007 działacze Udinese wykupili Serba na stałe. Podczas rozgrywek 2007/2008 Luković wziął udział w 32 spotkaniach Serie A i razem z drużyną uplasował się na siódmym miejscu w końcowej tabeli. Sezon 2008/2009 wychowanek Slogi Kraljevo również rozpoczął jako podstawowy gracz Udinese. Trener Udinese – Pasquale Marino z powodu kryzysu jaki dopadł jego zespół często eksperymentował z ustawieniem w defensywie prowadzonej przez siebie swojej ekipy, a Luković obok Maurizio Domizziego i Andrei Cody rozegrał jesienią najwięcej meczów w wyjściowej jedenastce. Od początku rozgrywek 2009/2010 Serb zaczął występować na pozycji środkowego obrońcy.
29 lipca 2010 Luković trafił do rosyjskiego Zenitu Petersburg.

## Kariera reprezentacyjna
W reprezentacji Serbii i Czarnogóry Luković zadebiutował 15 sierpnia 2005 w przegranym 3:2 meczu z Polską rozegranego w Kijowie. W 2009 razem z drużyną narodową występującą już jako reprezentacja Serbii wywalczył awans do Mistrzostw Świata 2010.